# Heinz Dörmer
Heinz "Saddi" Dörmer (Berlín, 8 de enero de 1912 - 28 de septiembre de 1998) fue un alemán que fue encarcelado por los nazis por su homosexualidad según el artículo 175. Fue liberado y arrestado repetidamente, pasando más de diez años en una variedad de campos de concentración y cárceles.

## Primeros años
Dörmer nació en Berlín, Alemania. Profundamente involucrado con los grupos juveniles de la iglesia cuando era niño, a los quince años, frecuentaba los bares gay berlineses. Dörmer tenía 10 años cuando se unió al Movimiento Juvenil Alemán en 1922. En 1929, fundó su propio grupo juvenil, llamado "Wolfsring" (lit. "anillo de lobos"), que combinaba asuntos sexuales, representaciones teatrales y viajes. En 1932, fue ascendido a líder juvenil y trabajó en el movimiento scout a nivel nacional. Él y su grupo trataron de mantenerse independientes, pero en octubre de 1933 se vieron obligados a unirse a las Juventudes Hitlerianas.

## Encarcelamientos
En abril de 1935, Dörmer fue acusado de actividades homosexuales con miembros de su tropa, y de 1941 a 1944 fue encarcelado, por corrupción de menores, en el campo de concentración de Neuengamme, un "tanque de retención para homosexuales, políticos y extranjeros".

## Vida de posguerra
Después de la guerra, Dörmer pasó otros ocho años en prisión por varios cargos. Después de su liberación final en 1963, regresó a Berlín para vivir con su padre, quien murió en 1970. Su solicitud de reparación del gobierno alemán en 1982 fue rechazada. Murió en 1998, pero apareció en la película documental del 2000 Párrafo 175, que retrata a los sobrevivientes de persecución entonces autorizados bajo la ley alemana de homosexualidad contra hombres del mismo nombre.